# تشوي من هو (مغن)
تشوي مينهو (باللغة الكورية: 최민호; باللغة الصينية(هانجا): 崔珉豪) يعرف باسمه الفني مينهو (باللغة الكوريه: 민호) (من مواليد 09 ديسمبر 1991) في إنتشون، كوريا الجنوبية. هو مغن كوري جنوبي بدأ مسيرته الفنية عام 2008. وهو أيضا راقص وعارض ترويجي وعارض أزياء وممثل ومغني راب وشاعر غنائي ومذيع ورياضي. عضو من الفرقة الموسيقية الكوريه شايني الذي ظهر فيها لأول مره تحت شركة إس إم إنترتينمنت شهر 5 عام 2008, كرابر رئيسي، شبه مغني و فيجوال (وجه الفرقة).

## المسيرة الفنية
قبل بداية مسيرته كان حلمه الحقيقي أن يصبح لاعب كرة قدم وكان يذهب ليمارس مهنته كلاعب كرة قدم محترف لكن والده منعه من ذلك

فوالده كان يرى أن حياة لاعب كرة القدم صعبة لكن بعدها رأته امرأتان تعملان في شركة إس إم إنترتينمنت فطلبتا منه القدوم لاختبار القبول في الشركة بسبب مدى وسامته فتقدم مينهو لاختبار القبول وتم قبوله.

## حياته
عائلته مكونه من أم، أب. أخ أكبر(minsuk)

والد مينهو هو المدرب السابق لفريق كرة القدم "taejeon", الذي ذهب موخرًا لتركيا لمزيد من التدريب.

تُعتبر عائلته من العوائل الغنية نسبيًا، وذلك بسبب رواتب مدربي كرة القدم العالية.

مينهو جيد جدًا باختيار الأزياء الراقيه باهضة الثمن، حيث تصل بعض ازيائه إلى أكثر من 1500$.

هو أيضًا يعرف بشخصيته النبيلة و المهذبة كالأمراء والتي تؤدي وبسهولة للوقوع في حبه، وتؤدي أيضا إلى تكوين علاقات الصداقة في الوسط الفني حيث يُعتبر صديقًا حميمًا لكلٍ من تشانغمين من تي في أكس كيو، تشو كيو هيون من سوبر جونيور, يوري من جيرلز جينيريشن، سولي من إف إكس, نيكهون من 2 بي إم

## الأفلام والدراما التلفزيونية

### الأفلام
| العام | العنوان                | الدور           | ملاحظات                 |
| ----- | ---------------------- | --------------- | ----------------------- |
| 2012  | أنا.                   | نفسه            | فيلم وثائقي لإس إم تاون |
| 2015  | SMTOWN The Stage       | نفسه            | فيلم وثائقي لإس إم تاون |
| 2016  | كانولا                 | هان إي          | دور رئيسي               |
| 2016  | Derailed               | جين إل          | دور رئيسي               |
| 2017  | Marital Harmony        | الأمير المرشح   | دور مساعد               |
| 2018  | In-Rang                | كيم تشول-جين    | دور مساعد               |
| 2019  | The Battle of Jangsari | تشوي سونغ - بيل |                         |

### المسلسلات
| السنة     | العنوان                                       | الدور         | القناة      | ملاحظات                     |
| --------- | --------------------------------------------- | ------------- | ----------- | --------------------------- |
| 2010      | Pianist                                       | Oh Je-ro      | KBS         | فيلم                        |
| 2012      | Salamander Guru and The Shadows Choi Min-hyuk | Choi Min-hyuk | SBS         | دراما                       |
| 2012      | To The Beautiful You                          | Kang Tae-joon | SBS         | النسخة الكوريه من Hana Kimi |
| 2013      | Medical Top Team                              | Kim Seong-woo | MBC         | دراما طبية                  |
| 2015      | Because It's The First Time                   | يون تاي-اوه   | أون ستايل   | دور مساعد                   |
| 2016      | Drinking Solon                                | نفسه          | TVN         | ظهور بسيط                   |
| 2016-2017 | هوارانغ                                       | كيم سوو-هو    | KBS2        | دراما تاريخية               |
| 2017      | Somehow 18                                    | اوه كيونغ هاي | جي تي بي سي | دراما ويب (دور مساعد)       |

## روابط خارجية
- تشوي مينهو على موقع IMDb (الإنجليزية)
- تشوي مينهو على موقع ميوزك برينز (الإنجليزية)
- تشوي مينهو على موقع ديسكوغز (الإنجليزية)
- تشوي مينهو على موقع قاعدة بيانات الفيلم (الإنجليزية)
- تشوي مينهو على موقع كينوبويسك (الروسية)